# آيت موسى (راس القصر)
آيت موسى هي إحدى مشيخات المملكة المغربية، تتبع جغرافيا لإقليم جرسيف وإداريًا لراس القصر. يقدر عدد سكانها بـ 23585 نسمة حسب الإحصاء الرسمي للسكان والسكنى لسنة 2004.